# مانسهره
مانسهره (به انگلیسی: Mansehra) یک ناحیه در پاکستان است که در ناحیه مانسهره واقع شده‌است. مانسهره ۱٬۰۸۸ متر بالاتر از سطح دریا واقع شده‌است.